# H. P. Lovecraft (hudební skupina)
H. P. Lovecraft byla americká psychedelicky rocková hudební skupina, založená v Chicagu, Illinois v roce 1967. Název skupiny pochází ze jména spisovatele H. P. Lovecrafta. Skupina se rozpadla po dvou letech existence v roce 1969.

## Diskografie

### Studiová alba
- H. P. Lovecraft (1967)
- H. P. Lovecraft II (1968)
- Valley of the Moon (jako Lovecraft, 1970)
- We Love You Whoever You Are (jako Love Craft, 1975)

### Koncertní alba
- Live May 11, 1968 (1991)

### Kompilační alba
- At the Mountains of Madness (1988)
- H. P. Lovecraft/H. P. Lovecraft II (1997)
- Two Classic Albums from H. P. Lovecraft: H. P. Lovecraft/H. P. Lovecraft II (2000)
- Dreams in the Witch House: The Complete Philips Recordings (2005)